# Étigny
Etigny – miejscowość i gmina we Francji, w regionie Burgundia-Franche-Comté, w departamencie Yonne.
Według danych na rok 1990 gminę zamieszkiwały 612 osoby, a gęstość zaludnienia wynosiła 89 osób/km² (wśród 2044 gmin Burgundii Etigny plasuje się na 384. miejscu pod względem liczby ludności, natomiast pod względem powierzchni na miejscu 1119.).